# Montellano
Montellano es un municipio español de la provincia de Sevilla, Andalucía. En 2020 contaba con 7053 habitantes (INE, 2020). Su extensión superficial es de 116,7 km² y tiene una densidad de 60,43 hab/km². Sus coordenadas geográficas son 36° 59′ N, 5° 34′ O. Se encuentra situada a una altitud de 250 metros y a 66 kilómetros de la capital de provincia, Sevilla. El núcleo urbano se asienta en la ladera del Monte de San Pablo, entre los 230 y los 300 metros de altitud. Los sectores norte y este de la localidad presentan fuertes pendientes, lo que supone una limitación física al crecimiento. Los bordes oeste y sur tienen una topografía más suave, siendo más apropiados para la expansión de la población. El núcleo originario se sitúa en torno a la iglesia parroquial (sector oriental de la población), contando con manzanas alargadas en sentido este-oeste. La primera expansión se produce hacia el sector occidental, la zona llana del pueblo y cruce de caminos, con manzanas de formas y tamaños variables.

## Historia
Los primeros asentamientos humanos se remontan hasta la Edad del Bronce, posteriormente destacan la fenicia y la romana, de cuya estancia han aparecido restos en la cima de la Sierra de Montellano con ruinas de la muralla de la ciudad de Callet, construcciones en Moguerejo, otros restos en varios cortijos como el de Ponce, y enterramientos funerarios en "Las Lumbreras" y "La Ballestera". 
Dice la leyenda que en el lugar conocido como La Vega de los Caballeros, tuvo lugar la Batalla del Guadalete, donde los musulmanes derrotaron a los visigodos. Tras la conquista árabe, se produjo un incremento de la población en los alrededores, dedicándose fundamentalmente a la ganadería, dejando restos arquitectónicos en Algaidas de Cotte y Mazmorras.
La reconquista cristiana del lugar de Jeribel, junto a Montellano, se produjo entre 1240 y 1253, tras lo cual pasó un periodo complicado debido a la cercanía de la frontera con el Reino de Granada. En 1461 quedó integrado en el señorío de los condes de Ureña, señores de Osuna, perteneciendo a esta familia hasta el final de los señoríos a inicios del siglo XIX. Montellano designaba primeramente la Sierra de Montellano en cuya falda está asentada la actual población, pues la silueta de su cúspide llana vista desde el norte contrasta con la del monte agudo coronado por el castillo de Cote, que debe su nombre más antiguo Acutus ('agudo') a ese mismo contraste visual. La “licencia para edificar casas en Montellano, junto a Jeribel”, consta en 1651 en el libro 24 de las Actas de Cabildo de Morón, y la población fue conocida primero como La Puebla de Montellano. Se convirtió en Villa por Real Privilegio de Carlos III en 1788.
Entre sus edificaciones de interés histórico artístico destacan la Iglesia Parroquial de San José (siglo XVIII), la ermita del Cristo de los Remedios (siglo XIX) y, fuera del casco urbano, el Castillo gótico de Cote (siglo XIV).
Durante la Guerra de la Independencia, esta villa fue ocupada e incendiada dos veces por las tropas francesas en represalia por la no colaboración y hostilidad de los vecinos hacia el invasor. De hecho, en parte de su heráldica, posterior a 1812, aparece una villa con sus casas y torre ardiendo y la parte central inferior una "cartela" tipo pergamino con un rótulo que dice: "POR LOS FRANCESES- 14 y 22 de abril de 1810".

## Geografía humana

### Demografía
Cuenta con una población de 7031 habitantes (INE 2024).
| Gráfica de evolución demográfica de Montellano entre 1842 y 2021                                                      |
| |
| Población de derecho según los censos de población del INE. Población de hecho según los censos de población del INE. |

| 6,877                     | 6,854 | 6,913 | 6,983 | 7,037 | 7,085 | 7,127 | 7,146 | 7,179 | 7,162 | 7,154 | 7,081 | 7,053 | 7,014 |
| (Fuente: INE [Consultar]) |       |       |       |       |       |       |       |       |       |       |       |       |       |

### Economía
Actualmente, se posiciona como el municipio de la provincia de Sevilla con más deuda viva. Según el Ministerio de Economía y Hacienda el Ayuntamiento de Montellano a 31/12/2017 posee una deuda de 12.714.000 € el 187,25% del presupuesto municipal que asciende a 6.789.858 € para el año 2017.
La deuda viva a 31/12/2016 ascendía a 8.888.000 € por lo que en 2017 la deuda creció en 3.826.000 €.
| Año  | Deuda (€)  | €/Hab   | Pos  |
| 2021 | 9.315.000  | 1328.06 | 155  |
| 2020 | 9.315.000  | 1320.71 | 154  |
| 2019 | 10.234.000 | 1450.40 | 151  |
| 2018 | 11.034.000 | 1558.25 | 149  |
| 2017 | 12.714.000 | 1797.54 | 123  |
| 2016 | 8.888.000  | 1260.71 | 268  |
| 2015 | 7.464.000  | 1053.05 | 445  |
| 2014 | 7.884.000  | 1111.68 | 468  |
| 2013 | 7.889.000  | 1102.74 | 561  |
| 2012 | 7.854.000  | 1096.62 | 493  |
| 2011 | 4.321.000  | 601.89  | 1019 |
| 2010 | 5.432.000  | 760.15  | 692  |
| 2009 | 3.732.000  | 523.64  | 1279 |
| 2008 | 3.214.000  | 453.63  | 1296 |

#### Evolución de la deuda viva municipal
| Gráfica de evolución de Deuda viva del Ayuntamiento de Montellano entre 2008 y 2021                                |
| |
| Deuda viva del Ayuntamiento de Montellano en miles de Euros según datos del Ministerio de Hacienda y Ad. Públicas. |

## Política
| Partido    | Concejales | Votos | Porcentaje |
| P.S.O.E.-A | 5          | 1306  | 37.01%     |
| UA         | 3          | 786   | 22.27%     |
| PP         | 3          | 730   | 20.69%     |
| VEPM       | 2          | 660   | 18.70%     |

## Fiestas
- Jubileos

Feria de la localidad que se celebra en honor de Nuestra Señora de los Ángeles (Patrona de la localidad) durante cuatro días, y tiene lugar en las fechas inmediatas al 2 de agosto.
- Semana Santa

Con una forma de entender la Pasión y Resurrección de Cristo, típicamente sevillana, hacen la estación de penitencia dos hermandades, el Miércoles Santo la Hermandad y Cofradía de Nazarenos de Nuestro Padre Jesús del Gran Poder y el Viernes Santo la Hermandad del Santísimo Cristo de los Remedios. Desde el año 2000, existe una Asociación Parroquial que procesiona el Domingo de Ramos, La Borriquita (Sagrada Entrada en Jerusalén).
- Romería de San Isidro Labrador

Se celebra el primer domingo posterior al 15 de mayo, festividad de San Isidro Labrador, y constituye sin lugar a dudas la fiesta más popular y conocida de Montellano. Se encuentra esta Romería entre la de más arraigo y prestigio de cuantas se celebran en Andalucía. Ha sido declarada Fiesta de Interés Turístico internacional.
- Procesión de Ntra.Sra. De Fátima

Se celebra a finales del mes de mayo, lleva procesionando desde 1975 cuando un joven hace la promesa de dar a conocer a la Virgen de Fátima  tras haber recibido una gracia de la Santísima Virgen. Procesiona en paso de plata con candelabros de guardabrisas, la Virgen es colocada sobre una encina recreando su aparición a los tres pastorcitos en el pueblo de Fátima (Portugal) el 13 de mayo de 1917 , el paso es portado por Hermanas Costaleras.
- Feria agroturística y ganadera

Se celebra el primer fin de semana del mes de mayo. Está compuesta por dos partes claramente diferenciadas, por un lado, la zona comercial de stands, donde se exponen los productos agrarios alimentarios, artesanales, turísticos, etc, y por otro, la zona ganadera.
- Festival flamenco

Está organizado por la Peña Flamenca El Madroñero de Montellano, cuenta con la colaboración especial del Ayuntamiento de Montellano. Se celebra el sábado anterior a la celebración de los Jubileos.
- El alternador

Es un festival de música alternativa que se celebra en julio. Por este festival han pasado grupos consagrados como Maga, Sr. Chinarro, Travolta o La Costa Brava y grupos con gran proyección como Los Elementos (Marbella)

## Edificios más destacados

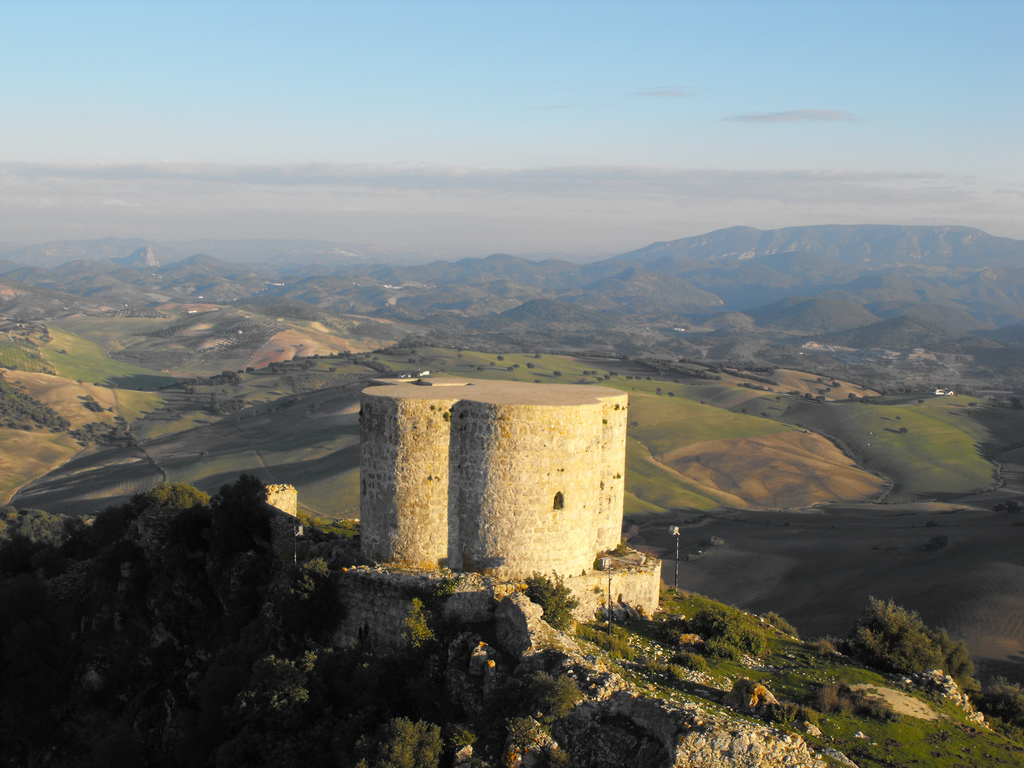
Castillo de Cote

Entre sus edificaciones de interés histórico artístico destacan:
- Parroquia del Señor San José (1730).
- Ermita del Stmo. Cristo de los Remedios (1887-1888).
- Casa Filial de las Hermanas de la Compañía de la Cruz (16/07/1920).[11]
- Asilo de Ancianos San Fernando y Santa Elisa de las Hijas de la Caridad de San Vicente de Paúl (01/11/1944).[12][13]
- Antiguo campo de tiro, desde el que se puede ver el pueblo.